# Плімут (Каліфорнія)
Плімут (англ. Plymouth) — місто (англ. city) в США, в окрузі Амадор штату Каліфорнія. Населення — 1078 осіб (2020).

## Географія
Плімут розташований за координатами 38°28′40″ пн. ш. 120°50′28″ зх. д. / 38.47778° пн. ш. 120.84111° зх. д. (38.477906, -120.841022).  За даними Бюро перепису населення США в 2010 році місто мало площу 2,44 км², з яких 2,41 км² — суходіл та 0,03 км² — водойми. В 2017 році площа становила 6,90 км², з яких 6,85 км² — суходіл та 0,06 км² — водойми.

## Демографія
Згідно з переписом 2010 року, у місті мешкало 1005 осіб у 403 домогосподарствах у складі 249 родин. Густота населення становила 411 особа/км².  Було 493 помешкання (202/км²).
Расовий склад населення:
| - 84,6 % — білих - 1,8 % — корінних американців - 0,6 % — азіатів - 0,3 % — чорних або афроамериканців - 0,2 % — вихідців з тихоокеанських островів - 7,0 % — осіб інших рас |

До двох чи більше рас належало 5,6 %. Частка іспаномовних становила 18,2 % від усіх жителів.
За віковим діапазоном населення розподілялося таким чином: 23,7 % — особи молодші 18 років, 60,9 % — особи у віці 18—64 років, 15,4 % — особи у віці 65 років та старші. Медіана віку мешканця становила 40,1 року. На 100 осіб жіночої статі у місті припадало 85,1 чоловіків;  на 100 жінок у віці від 18 років та старших — 87,1 чоловіків також старших 18 років.
Середній дохід на одне домашнє господарство  становив 55 804 долари США (медіана — 44 844), а середній дохід на одну сім'ю — 65 921 долар (медіана — 58 000). Медіана доходів становила 53 264 долари для чоловіків та 31 050 доларів для жінок. За межею бідності перебувало 16,0 % осіб, у тому числі 18,3 % дітей у віці до 18 років та 25,0 % осіб у віці 65 років та старших.
Цивільне працевлаштоване населення становило 354 особи. Основні галузі зайнятості: публічна адміністрація — 18,6 %, роздрібна торгівля — 16,1 %, освіта, охорона здоров'я та соціальна допомога — 13,3 %.